# إيدن شامير
إيدن شامير (بالعبرية: עדן שמיר) هو لاعب كرة قدم إسرائيلي في مركز الوسط ولد في يوم 25 يونيو 1995 في بلدة كريات موصقين. يلعب حالياً مع نادي ستاندارد لييج وسبق له اللعب مع نادي هبوعيل إيروني كريات شمونة ونادي هبوعيل بئر السبع. يبلغ طوله 185 سم.